# Yassine Meriah
Yassine Meriah (Ariana, 2 juli 1993) is een Tunesisch voetballer die doorgaans speelt als centrale verdediger. In augustus 2022 verruilde hij Al Ain voor Espérance Tunis. Meriah maakte in 2015 zijn debuut in het Tunesisch voetbalelftal.

## Clubcarrière
Meriah beleefde zijn doorbraak bij Métlaoui. Zijn debuut maakte hij op 29 december 2013, toen 1–0 verloren werd van Hammam-Lif. Hij maakte in januari 2015 de overstap naar Sfaxien. Bij die club begon hij ook zijn eerste doelpunten te maken. In drieënhalf jaar kwam de verdediger tot eenentachtig competitiewedstrijden, waarin hij zesmaal tot scoren kwam. In de zomer van 2018 verkaste de Tunesiër naar het Griekse Olympiakos. Bij zijn nieuwe club zette hij zijn handtekening onder een verbintenis voor de duur van vier seizoenen. Na anderhalf jaar werd de Tunesiër voor een half seizoen verhuurd aan Kasımpaşa. De zomer erop huurde Çaykur Rizespor de verdediger, ditmaal voor een compleet seizoen. Na afloop van die tweede verhuurperiode mocht Meriah definitief vertrekken bij Olympiakos, waarop Al Ain hem overnam. Medio 2022 keerde hij terug naar zijn vaderland, waar hij voor Espérance Tunis ging spelen.

## Clubstatistieken
| Seizoen | Club              | Competitie     | Competitie | Competitie | Beker | Beker | Internationaal | Internationaal | Totaal | Totaal |
| Seizoen | Club              | Competitie     | Wed.       | Dlp.       | Wed.  | Dlp.  | Wed.           | Dlp.           | Wed.   | Dlp.   |
| ------- | ----------------- | -------------- | ---------- | ---------- | ----- | ----- | -------------- | -------------- | ------ | ------ |
| 2013/14 | Métlaoui          | Ligue 1        | 23         | 3          | 0     | 0     | —              | —              | 23     | 3      |
| 2014/15 | Métlaoui          | Ligue 1        | 14         | 0          | 0     | 0     | —              | —              | 14     | 0      |
| 2014/15 | Sfaxien           | Ligue 1        | 9          | 2          | 0     | 0     | —              | —              | 9      | 2      |
| 2015/16 | Sfaxien           | Ligue 1        | 27         | 0          | 0     | 0     | —              | —              | 27     | 0      |
| 2016/17 | Sfaxien           | Ligue 1        | 23         | 3          | 0     | 0     | —              | —              | 23     | 3      |
| 2017/18 | Sfaxien           | Ligue 1        | 22         | 1          | 0     | 0     | 8              | 0              | 30     | 1      |
| 2018/19 | Olympiakos        | Super League   | 18         | 1          | 4     | 0     | 4              | 0              | 26     | 1      |
| 2019/20 | Olympiakos        | Super League   | 5          | 0          | 2     | 0     | 11             | 0              | 18     | 0      |
| 2019/20 | → Kasımpaşa       | Süper Lig      | 15         | 0          | 0     | 0     | —              | —              | 15     | 0      |
| 2020/21 | → Çaykur Rizespor | Süper Lig      | 28         | 1          | 0     | 0     | —              | —              | 28     | 1      |
| 2021/22 | Al Ain            | UAE Pro League | 10         | 1          | 1     | 0     | —              | —              | 11     | 1      |
| 2022/23 | Espérance Tunis   | Ligue 1        | 23         | 3          | 0     | 0     | 12             | 0              | 35     | 3      |
| 2023/24 | Espérance Tunis   | Ligue 1        | 20         | 5          | 0     | 0     | 21             | 2              | 41     | 7      |
| 2024/25 | Espérance Tunis   | Ligue 1        | 9          | 2          | 1     | 0     | 4              | 1              | 14     | 3      |
| Totaal  | Totaal            | Totaal         | 236        | 19         | 8     | 0     | 60             | 3              | 304    | 22     |

Bijgewerkt op 20 juni 2025.

## Interlandcarrière
Meriah maakte zijn debuut in het Tunesisch voetbalelftal op 9 oktober 2015, toen met 3–3 gelijkgespeeld werd tegen Gabon. Taha Yassine Khenissi, Fabien Camus en Wahbi Khazri scoorden voor Tunesië en de tegentreffers kwamen van Pierre-Emerick Aubameyang, Mario Lemina en Guélor Kanga. Meriah mocht van bondscoach Henryk Kasperczak in de basis starten en hij speelde het gehele duel mee. De andere debutanten dit duel waren Khaled Yahia (La Marsa) en Mehdi Ouedherfi (Club Africain). Op 1 september 2017 kwam Meriah voor het eerst tot scoren. Tegen Congo-Kinshasa opende hij na achttien minuten de score uit een strafschop. Na een tegengoal van Cédric Bakambu en een treffer van Ghaylène Chaalali won Tunesië het duel met 2–1. Skhiri werd in juni 2018 door bondscoach Nabil Maâloul opgenomen in de selectie van Tunesië voor het wereldkampioenschap in Rusland. Op dit toernooi werd Tunesië al in de groepsfase uitgeschakeld. Van Engeland (1–2) en België (5–2) werd verloren, waarna Panama nog met 1–2 verslagen werd. Meriah speelde alle drie de wedstrijden volledig mee. Tegen Panama was hij met een eigen doelpunt verantwoordelijk voor de Panamese treffer.
In november 2022 werd Meriah door bondscoach Jalel Kadri opgenomen in de selectie van Tunesië voor het WK 2022. Tijdens dit WK werd Tunesië uitgeschakeld in de groepsfase na een gelijkspel tegen Denemarken, een nederlaag tegen Australië en een zege op Frankrijk. Meriah kwam in alle drie duels in actie. Zijn toenmalige clubgenoten Mohamed Ali Ben Romdhane en Ghailene Chaalali (beiden eveneens Tunesië) waren ook actief op het toernooi.
| Interlands van Yassine Meriah voor Tunesië | Interlands van Yassine Meriah voor Tunesië | Interlands van Yassine Meriah voor Tunesië | Interlands van Yassine Meriah voor Tunesië | Interlands van Yassine Meriah voor Tunesië | Interlands van Yassine Meriah voor Tunesië | Interlands van Yassine Meriah voor Tunesië |
| №                                          | Datum                                      | Wedstrijd                                  | Uitslag                                    | Competitie                                 | Goals                                      |                                            |
| Als speler bij Sfaxien                     | Als speler bij Sfaxien                     | Als speler bij Sfaxien                     | Als speler bij Sfaxien                     | Als speler bij Sfaxien                     | Als speler bij Sfaxien                     | Als speler bij Sfaxien                     |
| ------------------------------------------ | ------------------------------------------ | ------------------------------------------ | ------------------------------------------ | ------------------------------------------ | ------------------------------------------ | ------------------------------------------ |
| 1                                          | 9 oktober 2015                             | Tunesië – Gabon                            | 3 – 3                                      | Vriendschappelijk                          |                                            |                                            |
| 2                                          | 19 oktober 2015                            | Tunesië – Libië                            | 1 – 0                                      | CHAN 2016 kwalificatie                     |                                            |                                            |
| 3                                          | 13 november 2015                           | Mauritanië – Tunesië                       | 1 – 2                                      | WK 2018 kwalificatie                       |                                            |                                            |
| 4                                          | 22 januari 2016                            | Tunesië – Nigeria                          | 1 – 1                                      | CHAN 2016                                  |                                            |                                            |
| 5                                          | 26 januari 2016                            | Niger – Tunesië                            | 0 – 5                                      | CHAN 2016                                  |                                            |                                            |
| 6                                          | 31 januari 2016                            | Tunesië – Mali                             | 1 – 2                                      | CHAN 2016                                  |                                            |                                            |
| 7                                          | 4 januari 2017                             | Tunesië – Oeganda                          | 2 – 0                                      | Vriendschappelijk                          |                                            |                                            |
| 8                                          | 12 juni 2017                               | Tunesië – Egypte                           | 1 – 0                                      | AK 2019 kwalificatie                       |                                            |                                            |
| 9                                          | 1 september 2017                           | Tunesië – Congo-Kinshasa                   | 1 – 2                                      | WK 2018 kwalificatie                       |                                            |                                            |
| 10                                         | 5 september 2017                           | Congo-Kinshasa – Tunesië                   | 2 – 2                                      | WK 2018 kwalificatie                       | 18' (pen.)                                 |                                            |
| 11                                         | 7 oktober 2017                             | Guinee – Tunesië                           | 1 – 4                                      | WK 2018 kwalificatie                       |                                            |                                            |
| 12                                         | 11 november 2017                           | Tunesië – Libië                            | 0 – 0                                      | WK 2018 kwalificatie                       |                                            |                                            |
| 13                                         | 23 maart 2018                              | Tunesië – Iran                             | 1 – 0                                      | Vriendschappelijk                          |                                            |                                            |
| 14                                         | 27 maart 2018                              | Tunesië – Costa Rica                       | 1 – 0                                      | Vriendschappelijk                          |                                            |                                            |
| 15                                         | 28 mei 2018                                | Portugal – Tunesië                         | 2 – 2                                      | Vriendschappelijk                          |                                            |                                            |
| 16                                         | 1 juni 2018                                | Turkije – Tunesië                          | 2 – 2                                      | Vriendschappelijk                          |                                            |                                            |
| 17                                         | 9 juni 2018                                | Spanje – Tunesië                           | 1 – 0                                      | Vriendschappelijk                          |                                            |                                            |
| 18                                         | 18 juni 2018                               | Tunesië – Engeland                         | 1 – 2                                      | WK 2018                                    |                                            |                                            |
| 19                                         | 23 juni 2018                               | België – Tunesië                           | 5 – 2                                      | WK 2018                                    |                                            |                                            |
| 20                                         | 28 juni 2018                               | Panama – Tunesië                           | 1 – 2                                      | WK 2018                                    |                                            |                                            |
| Als speler bij Olympiakos                  |                                            |                                            |                                            |                                            |                                            |                                            |
| 21                                         | 9 september 2018                           | Swaziland – Tunesië                        | 0 – 2                                      | AK 2019 kwalificatie                       |                                            |                                            |
| 22                                         | 13 oktober 2018                            | Tunesië – Niger                            | 1 – 0                                      | AK 2019 kwalificatie                       | 17'                                        |                                            |
| 23                                         | 16 oktober 2018                            | Niger – Tunesië                            | 1 – 2                                      | AK 2019 kwalificatie                       |                                            |                                            |
| 24                                         | 16 november 2018                           | Egypte – Tunesië                           | 3 – 2                                      | AK 2019 kwalificatie                       |                                            |                                            |
| 25                                         | 20 november 2018                           | Tunesië – Marokko                          | 0 – 1                                      | Vriendschappelijk                          |                                            |                                            |
| 26                                         | 22 maart 2019                              | Tunesië – Swaziland                        | 4 – 0                                      | AK 2019 kwalificatie                       | 61'                                        |                                            |
| 27                                         | 26 maart 2019                              | Algerije – Tunesië                         | 1 – 0                                      | Vriendschappelijk                          |                                            |                                            |
| 28                                         | 7 juni 2019                                | Tunesië – Irak                             | 2 – 0                                      | Vriendschappelijk                          |                                            |                                            |
| 29                                         | 11 juni 2019                               | Kroatië – Tunesië                          | 1 – 2                                      | Vriendschappelijk                          |                                            |                                            |
| 30                                         | 17 juni 2019                               | Tunesië – Burkina Faso                     | 2 – 1                                      | Vriendschappelijk                          |                                            |                                            |
| 31                                         | 24 juni 2019                               | Tunesië – Angola                           | 1 – 1                                      | AK 2019                                    |                                            |                                            |
| 32                                         | 28 juni 2019                               | Tunesië – Mali                             | 1 – 1                                      | AK 2019                                    |                                            |                                            |
| 33                                         | 2 juli 2019                                | Mauritanië – Tunesië                       | 0 – 0                                      | AK 2019                                    |                                            |                                            |
| 34                                         | 8 juli 2019                                | Ghana – Tunesië                            | 1 – 1                                      | AK 2019                                    |                                            |                                            |
| 35                                         | 11 juli 2019                               | Madagaskar – Tunesië                       | 0 – 3                                      | AK 2019                                    |                                            |                                            |
| 36                                         | 14 juli 2019                               | Senegal – Tunesië                          | 1 – 0                                      | AK 2019                                    |                                            |                                            |
| 37                                         | 17 juli 2019                               | Tunesië – Nigeria                          | 0 – 1                                      | AK 2019                                    |                                            |                                            |
| 38                                         | 6 september 2019                           | Tunesië – Mauritanië                       | 1 – 0                                      | Vriendschappelijk                          |                                            |                                            |
| 39                                         | 10 september 2019                          | Tunesië – Ivoorkust                        | 1 – 2                                      | Vriendschappelijk                          |                                            |                                            |
| 40                                         | 12 oktober 2019                            | Tunesië – Kameroen                         | 0 – 0                                      | Vriendschappelijk                          |                                            |                                            |
| 41                                         | 15 november 2019                           | Tunesië – Libië                            | 4 – 1                                      | AK 2021 kwalificatie                       |                                            |                                            |
| 42                                         | 19 november 2019                           | Equatoriaal-Guinea – Tunesië               | 0 – 1                                      | AK 2021 kwalificatie                       |                                            |                                            |
| Als speler bij Çaykur Rizespor             |                                            |                                            |                                            |                                            |                                            |                                            |
| 43                                         | 9 oktober 2020                             | Tunesië – Soedan                           | 3 – 0                                      | Vriendschappelijk                          |                                            |                                            |
| 44                                         | 13 oktober 2020                            | Nigeria – Tunesië                          | 1 – 1                                      | Vriendschappelijk                          |                                            |                                            |
| 45                                         | 13 november 2020                           | Tunesië – Tanzania                         | 1 – 0                                      | AK 2021 kwalificatie                       |                                            |                                            |
| 46                                         | 17 november 2020                           | Tanzania – Tunesië                         | 1 – 1                                      | AK 2021 kwalificatie                       |                                            |                                            |
| 47                                         | 25 maart 2021                              | Libië – Tunesië                            | 2 – 5                                      | AK 2021 kwalificatie                       |                                            |                                            |
| 48                                         | 5 juni 2021                                | Tunesië – Congo-Kinshasa                   | 1 – 0                                      | Vriendschappelijk                          |                                            |                                            |
| 49                                         | 11 juni 2021                               | Tunesië – Algerije                         | 0 – 2                                      | Vriendschappelijk                          |                                            |                                            |
| 50                                         | 15 juni 2021                               | Tunesië – Mali                             | 1 – 0                                      | Vriendschappelijk                          |                                            |                                            |
| Als speler bij Al Ain                      |                                            |                                            |                                            |                                            |                                            |                                            |
| 51                                         | 3 september 2021                           | Tunesië – Equatoriaal-Guinea               | 3 – 0                                      | WK 2022 kwalificatie                       |                                            |                                            |
| 52                                         | 7 september 2021                           | Zambia – Tunesië                           | 0 – 2                                      | WK 2022 kwalificatie                       |                                            |                                            |
| 53                                         | 7 oktober 2021                             | Tunesië – Mauritanië                       | 3 – 0                                      | WK 2022 kwalificatie                       |                                            |                                            |
| 54                                         | 13 november 2021                           | Equatoriaal-Guinea – Tunesië               | 1 – 0                                      | WK 2022 kwalificatie                       |                                            |                                            |
| 55                                         | 16 november 2021                           | Tunesië – Zambia                           | 3 – 1                                      | WK 2022 kwalificatie                       |                                            |                                            |
| 56                                         | 30 november 2021                           | Tunesië – Mauritanië                       | 5 – 1                                      | FIFA Arab Cup 2021                         |                                            |                                            |
| 57                                         | 3 december 2021                            | Syrië – Tunesië                            | 2 – 0                                      | FIFA Arab Cup 2021                         |                                            |                                            |
| 58                                         | 6 december 2021                            | Tunesië – Verenigde Arabische Emiraten     | 1 – 0                                      | FIFA Arab Cup 2021                         |                                            |                                            |
| 59                                         | 10 december 2021                           | Tunesië – Oman                             | 2 – 1                                      | FIFA Arab Cup 2021                         |                                            |                                            |
| 60                                         | 15 december 2021                           | Tunesië – Egypte                           | 1 – 0                                      | FIFA Arab Cup 2021                         |                                            |                                            |
| Als speler bij Espérance Tunis             |                                            |                                            |                                            |                                            |                                            |                                            |
| 61                                         | 16 november 2022                           | Iran – Tunesië                             | 0 – 2                                      | Vriendschappelijk                          |                                            |                                            |
| 62                                         | 22 november 2022                           | Denemarken – Tunesië                       | 0 – 0                                      | WK 2022                                    |                                            |                                            |
| 63                                         | 26 november 2022                           | Tunesië – Australië                        | 0 – 1                                      | WK 2022                                    |                                            |                                            |
| 64                                         | 30 november 2022                           | Tunesië – Frankrijk                        | 1 – 0                                      | WK 2022                                    |                                            |                                            |
| 65                                         | 24 maart 2023                              | Tunesië – Libië                            | 3 – 0                                      | AK 2023 kwalificatie                       |                                            |                                            |
| 66                                         | 28 maart 2023                              | Libië – Tunesië                            | 0 – 1                                      | AK 2023 kwalificatie                       |                                            |                                            |
| 67                                         | 17 juni 2023                               | Equatoriaal-Guinea – Tunesië               | 1 – 0                                      | AK 2023 kwalificatie                       |                                            |                                            |
| 68                                         | 20 juni 2023                               | Algerije – Tunesië                         | 1 – 1                                      | Vriendschappelijk                          |                                            |                                            |
| 69                                         | 17 september 2023                          | Tunesië – Botswana                         | 3 – 0                                      | AK 2023 kwalificatie                       |                                            |                                            |
| 70                                         | 7 september 2023                           | Egypte – Tunesië                           | 1 – 3                                      | Vriendschappelijk                          |                                            |                                            |
| 71                                         | 13 oktober 2023                            | Zuid-Korea – Tunesië                       | 4 – 0                                      | Vriendschappelijk                          |                                            |                                            |
| 72                                         | 17 oktober 2023                            | Japan – Tunesië                            | 2 – 0                                      | Vriendschappelijk                          |                                            |                                            |
| 73                                         | 17 november 2023                           | Tunesië – Sao Tomé en Principe             | 4 – 0                                      | WK 2026 kwalificatie                       | 37'                                        |                                            |
| 74                                         | 21 november 2023                           | Malawi – Tunesië                           | 0 – 1                                      | WK 2026 kwalificatie                       |                                            |                                            |
| 75                                         | 6 januari 2024                             | Tunesië – Mauritanië                       | 0 – 0                                      | Vriendschappelijk                          |                                            |                                            |
| 76                                         | 10 januari 2024                            | Tunesië – Kaapverdië                       | 2 – 0                                      | Vriendschappelijk                          |                                            |                                            |
| 77                                         | 16 januari 2024                            | Tunesië – Namibië                          | 0 – 1                                      | AK 2023                                    |                                            |                                            |
| 78                                         | 20 januari 2024                            | Tunesië – Mali                             | 1 – 1                                      | AK 2023                                    |                                            |                                            |
| 79                                         | 24 januari 2024                            | Zuid-Afrika – Tunesië                      | 0 – 0                                      | AK 2023                                    |                                            |                                            |
| 80                                         | 5 juni 2024                                | Tunesië – Equatoriaal-Guinea               | 1 – 0                                      | WK 2026 kwalificatie                       |                                            |                                            |
| 81                                         | 9 juni 2024                                | Namibië – Tunesië                          | 0 – 0                                      | WK 2026 kwalificatie                       |                                            |                                            |
| 82                                         | 5 september 2024                           | Tunesië – Madagaskar                       | 1 – 0                                      | AK 2025 kwalificatie                       |                                            |                                            |
| 83                                         | 8 september 2024                           | Gambia – Tunesië                           | 1 – 2                                      | AK 2025 kwalificatie                       |                                            |                                            |
| 84                                         | 11 oktober 2024                            | Tunesië – Comoren                          | 0 – 1                                      | AK 2025 kwalificatie                       |                                            |                                            |
| 85                                         | 14 oktober 2024                            | Comoren – Tunesië                          | 1 – 1                                      | AK 2025 kwalificatie                       | 68'                                        |                                            |
| 86                                         | 14 november 2024                           | Madagaskar – Tunesië                       | 2 – 3                                      | AK 2025 kwalificatie                       |                                            |                                            |
| 87                                         | 18 november 2024                           | Tunesië – Gambia                           | 0 – 1                                      | AK 2025 kwalificatie                       |                                            |                                            |

Bijgewerkt op 20 juni 2025.